# Ferdinandy Mihály
Hidasnémeti Ferdinandy Mihály Béla Mária (Michael de Ferdinandy, vagy Miguel de Ferdinandy) (Budapest, 1912. október 5. – Oxford, 1993. október 7.) író, történész, egyetemi lektor. 

## Élete
A nemesi származású hidasnémeti Ferdinandy család sarja. Hidasnémeti Ferdinandy Béla (1859–1919), országos lótenyésztési főfelügyelő, országgyűlési képviselő, miniszteri tanácsos és pilisi Neÿ Angéla gyermekeként született. Anyai nagyapja, pilisi Neÿ Ferenc (1814–1889) hírlapíró, színműíró, a pesti belvárosi reáliskola igazgatója, a Magyar Tudományos Akadémia levelező tagja volt. Mihály nagybátyja, hidasnémeti Ferdinandy Gyula (1874–1960), jogász, igazságügyminiszter, majd belügyminiszter volt.
Ferdinandy Mihály, tanulmányait a Budapesti Királyi Egyetemi Gimnáziumban végezte, 1934-ben szerezte meg bölcsész doktorátusát. Egyetemistaként, 1926-ban verseivel országos pályázaton versenydíjat nyert. 1927 és 1929 között a Hazánk című újság szerkesztője. Az 1934/35-ös és az 1939/40-es tanévben ösztöndíjas tagja a római Magyar Történeti Intézetnek, 1935/36-ban csereösztöndíjas Berlinben. 1936-ban a Budapesti Egyetem művészeti és keresztény régészeti intézetben kap asszisztensi állást. 1941-től múzeumi tisztviselő, 1942-ben már múzeumigazgató. Az 1943/44-es tanévet a lisszaboni egyetemen töltötte, az egyetem magyar lektora volt. 1947-ben Argentínában a mendozai egyetemen néprajzi és régészeti, majd a középkori történeti tanszékének tanára, 1950-től pedig a Puerto Ricó-i Állami Egyetemen az antik és középkori történelem, majd az összehasonlító irodalomtudományi tanszékének oktatója. 1977-ben nyugdíjazták, de ezután is hosszabb ideig vendégtanára volt a nyugat-berlini Szabad Egyetemnek.

## Hagyatéka
Ferdinándy Mihály naplókat, művek kéziratait és jegyzeteket tartalmazó hagyatéka 2012-ben az Országos Széchényi Könyvtár Kézirattárába Archiválva 2012. augusztus 18-i dátummal a Wayback Machine-ben került.

## Munkássága
Ferdinandy Mihály Füzetei címen, a szerző által írt és szerkesztett valamint kiadott füzetsorozatban a magyar nyelvű tanulmányokon és cikkeken kívül olykor német és spanyol nyelvű írások is megjelentek. 1972 és 1980 között nyolc füzet látott napvilágot Münchenben, számonként 48–60 lappal.
- Hidasnémeti Ferdinandy Mihály lírai verseiből; Hazánk Egyesület, Bp., 1928
- A honfoglaló magyarok művészi kultúrájának nyomai a korai Árpád-korban (Budapest, 1934)
- A történeti táj (Budapest, 1938)
- Középeurópa; Cserépfalvi, Bp., 1940 (Kék könyvek); a nemzeti kormány 530/945-ös rendelet alapján megsemmisítették
- Magyarok és délszlávok (Budapest, 1940); németül és szerbül is megjelent 1941-ben
- Mi magyarok. Tíz tanulmány a magyar történelemből; Rózsavölgyi, Bp., 1941
- Giotto (Budapest, 1941)
- Zrinyi Miklós, a költő művei regékben (Budapest, 1942)
- Az etelközi vérszövetség (Budapest, 1942)
- Nemzetiségi kérdés és magyar birodalom (Budapest, 1942)
- Széchenyi összeomlása. Az 1848-as napló; ford., bev., jegyz. Ferdinandy Mihály; Officina, Bp., 1943 (Officina könyvtár)
- Az Istenkeresők – Az Árpád-ház története (Budapest, 1943)
- A menekülők (Budapest, 1943) – regény két kötetben
- A Szentgáliak (Budapest, 1943) – regény két kötetben
- Ahnen und Schicksal. Geschichtsforschung und Genotropismus (München, 1955)
- A sehonnai (München, 1957) – elbeszélés
- Studien zur ungarischen Frühgeschichte (George Vernadskyval, München, 1957)
- Tschingis Khan (Hamburg, 1958)
- Magyar portyák ibér földön 1943–1957 (München 1963) – útleírás
- El Emperador Carlos V. (Puerto Rico, 1964) – németül Carl V. címen jelent meg 1966-ban, Tübingenben
- Historia da Hungría (Madrid, 1967)
- Der heilige Kaiser: Otto III. und seine Ahnen (Tübingen, 1969)
- Pázmány, az államférfi (Róma, 1970)
- Itália és az északi ember (München 1976) – esszék, I-III.
- Kun László siratása (München, 1977; Budapest, 1989)
- Philipp II. (Wiesbaden, 1977) – spanyolul Barcelonában jelent meg 1989-ben
- Carneval y Revolución (Puerto Rico, 1977)
- Magyarország romlása, 1490–1526 (Róma, 1979; 2007)
- Az ellenszegülők – Apám és nemzedéke, 1859–1919 (San Francisco, 1980)
- A baklovagok (Bécs, 1983)
- Országok úrnője – A magyar Anjouk kora (Róma, 1985; 2007)
- Az ünneprontók (Boardman OH, 1989)
- Góg és Magóg, A birodalom végnapjai (Budapest, 1990)
- A két-hitűek; Bethlen, Bp., 1992
- Az álarcosok; Bethlen, Bp., 1992
- III. Ottó, a szent császár; németből ford. Váróczi Zsuzsa; Balassi, Bp., 2000
- Karnevál lovagjai; Universitas, Bp., 2002
- Az Árpád-ház mítoszai; szerk., sajtó alá rend. Török Péter; Attraktor, Máriabesnyő-Gödöllő, 2005 (Historia incognita. Zsebkönyvek)
- A magyar honfoglalás mítoszai; Attraktor, Máriabesnyő-Gödöllő, 2009 (Historia incognita 1. sorozat. Történettudomány)
- Mi magyarok. Tíz tanulmány a magyar történelemből; Attraktor, Máriabesnyő-Gödöllő, 2011 (Historia incognita 1. sorozat. Történettudomány)

Mindezek mellett rendszeresen publikált cikkeket és műkritikákat:
- Korunk Szava (1938)
- Fényjelek (1940)
- Diárium (1941)
- Regnum (1941)
- Új magyarság és az új Európa (1942) ezek mellett írt az Apollóba, a Jelenkorba és a Magyar Nemzetbe, valamint versírással is foglalatoskodott.